# Lauro Amadò
Lauro „Lajo“ Amadò (3. března 1912, Lugano, Švýcarsko – 6. června 1971) byl švýcarský fotbalový útočník a reprezentant a pozdější fotbalový trenér.
 Ve své kariéře nasbíral celou řadu titulů.

## Klubová kariéra
- 1930–1932  FC Lugano
- 1932–1934  Servette Ženeva
- 1934–1940  FC Lugano
- 1940–1949  Grasshopper Club Zürich

## Reprezentační kariéra
Reprezentoval Švýcarsko.
Ve švýcarské reprezentaci debutoval 27. 1. 1935 v přátelském zápase ve Stuttgartu proti týmu Německa (prohra 0:4). Celkem odehrál v letech 1935–1948 za švýcarský národní tým 54 zápasů a vstřelil 21 gólů.
Zúčastnil se MS 1938 ve Francii, kde Švýcaři podlehli 0:2 ve čtvrtfinále Maďarsku.